# 카세린 협곡 전투
카세린 협곡 전투는 1943년 2월 제2차 세계 대전의 튀니지 전역에서 벌어진 전투이다. 카세린 협곡은 2 mi (3.2 km) 정도의 넓은 틈으로 튀니지 중앙 지역 서쪽의 아틀라스 산맥과 연결된 후방 지역이었다. 에르빈 롬멜 장군이 이끄는 추축군은 대부분 아프리카 군단에서 온 부대가 대부분으로 이탈리아 왕국군의 제131기갑사단과 제5기갑군에서 차출된 2개의 기갑사단이 방어를 담당하고 있었다. 연합군은 로이드 프레덴덜의 미국 제2군단이 주축이 된 부대로 구성되어 있었으며 영국 제6기갑사단과 영국 제1군의 부대도 미군과 함께 참전했다.
이 전투는 미국과 독일의 양국 군대가 제2차 세계 대전에서 처음으로 교전을 벌인 전투이다. 경험과 지도력이 부족했던 미군은 사상자가 엄청나게 발생했고, 미군은 파이드 협곡까지 80km 철수했다. 초기의 패배로 미군 제2군단의 부대는 영국군의 강화 병력과 함께 질주해 서부 튀니지의 산악 통과 지역의 통로를 확보하며 추축군의 공세를 막았다. 이 전투 이후 미국 육군은 부대 편성을 바꾸고 지휘관과 무기를 교체했다.이 전투는 에르빈 롬멜의 마지막 승리였다.

## 전투
2월 19일 롬멜은 정찰대를 미군 기지로 보내 미군이 배치가 제대로 진행 하지 못했음에도 불구하고 정찰대를 격퇴했다. 2월 20일 카세린에서 미군 과 독일군 사이에 전투가 벌어졌지만 미군 방어선이 무너졌고 오후에는 이탈리아군이 알제리의 테베사로 진격했지만 연합군의 반격은 없었다.

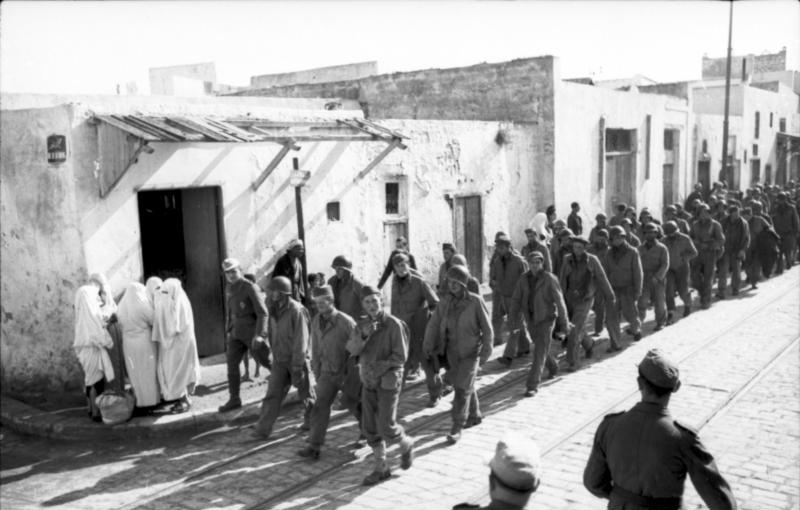
튀니지 전투에서 붙잡힌 미군 포로들이 마을에서 행진 하고 있다.

탈라에서는 영국의 제6기갑사단 소속 제26기갑여단과 독일의 제10기갑사단과 전투를 벌이는 동안 방어선을 구축할 시간을 벌어주었고 테베사를 방어하기 위해 CCB가 출동했다. 2월 21일 제10기갑사단을 롬멜이 직접 지휘하여 26기갑여단이 마지막 방어선으로 철수 시키게 했다. 미군의 전차 100대와 중포 55대 트럭 80대를 잃었다.

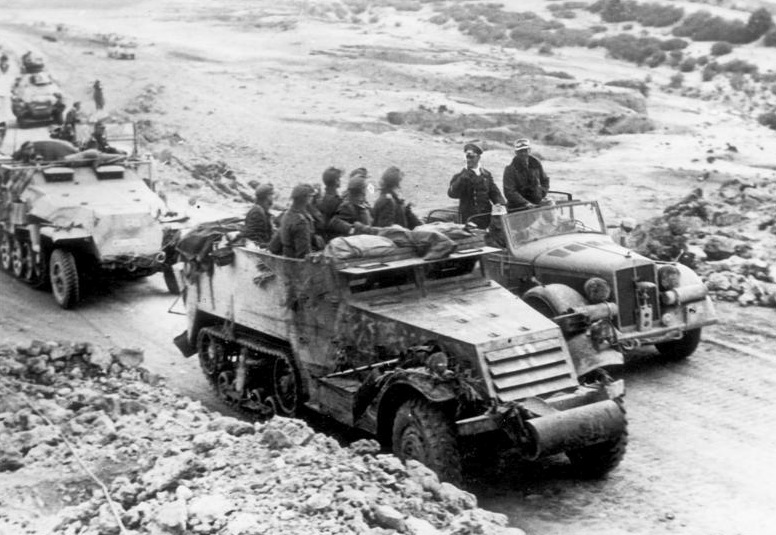
롬멜은 미군으로부터 탈취한 M3 반궤도 장갑차에 탑승한 병사들과 대화를 하고 있다.

2월 22일 공격 도중 미군 제9보병사단 포병대에 의해 많은 피해가 발생했고 롬멜은 수비태세로 전환 지시 하는 반면 스비바에서 21기갑사단이 미국의 34보병사단의 저항을 진격하는데 난향을 겪어 공세가 실패되어 큰 사상자가 발생 했다. 롬멜은 영국군의 제8군이 튀니지에 진입 하자 작전을 취소 하고 마레트 방어선을 지원을 주장했고 케셀링은 작전을 계속 이어가길 원했지만 리비아의 영국군이 마레트 방어선의 근처에 있는 메드닌으로 진입했기 때문에 작전을 취소했다. 2월 25일 추축군들은 마레트를 방어 하기 위해 카세린에서 철수했다.

## 전투 편성

### 연합군
영국 제1군 - 케네스 앤더슨 중장
- 제5군단
  - 영국 제6기갑사단
    - 제26기갑여단

- 제2군단- 로이드 프레덴덜 소장 (미국)
  - 제19공병연대
  - 제1기갑사단
    - B 전투 사령부 - 폴 맥도널드 로비넷트 준장

  - 제1보병사단
  - 제9보병사단 (미국)
  - 제34보병사단 (미국)

### 추축군
제5기갑군 - 한스위르겐 폰 아르님 상급대장
- 제10기갑사단
- 제21기갑사단

독일-이탈리아 기갑군 - 에르빈 롬멜 원수
- 아프리카 군단
  - DAK 전투단(Kampfgruppe DAK)
    - 8기갑연대 1대대 (Stotten 전투단) (제15기갑사단 소속)
    - 아프리카 기갑 척탄병 연대
    - 제33정찰대대 (제15기갑사단 소속)

  - 제131기갑사단(센타우로)
    - 제31기갑연대
    - 제5베르살리에리 연대

## 같이 보기
- 아프리카 기갑군